# Chiesa di Santa Maria di Loreto (Roma)
La chiesa di Santa Maria di Loreto è un luogo di culto cattolico del centro storico di Roma, patrocinato dal Pio Sodalizio dei Fornai, che ha sede ancora oggi nell'edificio adiacente; si trova nel rione Trevi, nei pressi della Colonna Traiana e della chiesa del Santissimo Nome di Maria al Foro Traiano.

## Storia e descrizione

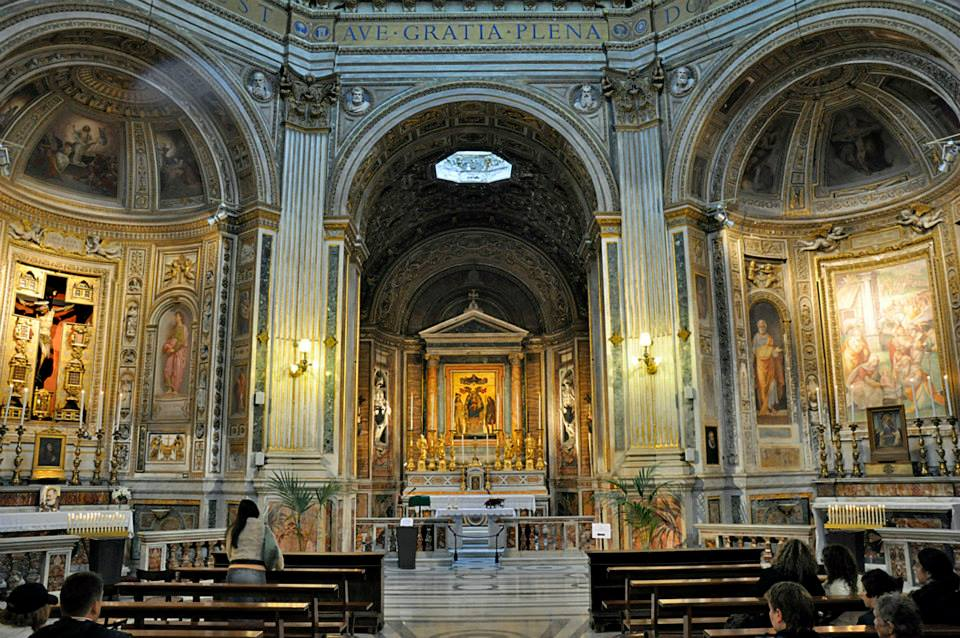
Interno

Opera di Antonio da Sangallo il Giovane, nella prima fase della sua attività.
Nel 1500 la "Congregazione dei Fornari" aveva ottenuto da papa Alessandro VI una piccola cappella che fu abbattuta per costruire la chiesa attuale. I lavori, su progetto di Sangallo furono iniziati nel 1507.
La chiesa si trova a pochissima distanza dalla colonna Traiana e insiste sui resti del Tempio del Divo Traiano, voluto dall'imperatore Adriano nel II secolo.
L'architettura è caratterizzata da paraste in travertino che risaltano sulle murature in mattone e ed è notevole per la grande bellezza delle proporzioni ed il nobile effetto prodotto con molta semplicità. Il progetto è infatti caratterizzato da volumi semplici sovrapposti: il corpo di fabbrica principale a pianta quadrata che è articolato con le nicchie e le paraste dell'ordine inferiore, sormontato dal volume ottagonale del tamburo scandito dall'ordine superiore. Il tutto è sormontato da una cupola, costituita da due calotte molto distanti tra loro, aggiunte da Giacomo Del Duca, allievo di Michelangelo (a partire dal 1582). La lanterna, dalla conformazione molto elaborata è stata soprannominata dal Milizia la "gabbia dei grilli".
Sopra l'occhio del tamburo corrispondente all'ingresso principale è indicata in un cartiglio la data MDXCIII (1593), a indicare la conclusione dei lavori.
Sulla facciata c'è una Madonna della scuola di Andrea Sansovino mentre gli angeli che si trovano sulle porte laterali sono di Jacopo del Duca.
L'interno è di forma ottagonale con quattro cappelle con altari e la con la tribuna dell'altare maggiore in asse con l'entrata principale.
Nel XIX secolo l'edificio fu restaurato da Luca Carimini e completato con l'aggiunta della canonica di Giuseppe Sacconi, l'architetto del Vittoriano (1867-1873).
All'interno della chiesa è conservata la scultura raffigurante santa Susanna, una delle principali opere di François Duquesnoy, detto Il Fiammingo, da lui eseguita intorno al 1640.
Sulla cantoria di destra si trova l'organo a canne, iniziato nel 1870 da Matthias Scheible e portato a termine tra il 1871 e il 1873 Pietro Pantanella; racchiuso all'interno di una fastosa cassa lignea che riporta al centro la Santa Casa di Loreto, è integro nelle sue caratteristiche foniche originarie. Lo strumento è a trasmissione integralmente meccanica e dispone di 18 registri su due manuali e pedale.
La pala d'altare è opera di Pietro Vannucci, detto Il Perugino (1446-1523). Realizzata ad olio su tavola, raffigura la Madonna in trono con il Bambino all'interno di una mandorla composta da cherubini. A lato San Sebastiano, trafitto dalle frecce, e San Rocco, in abiti da pellegrino. I due santi sono i principali protettori da pestilenze e malattie.

## Galleria d'immagini

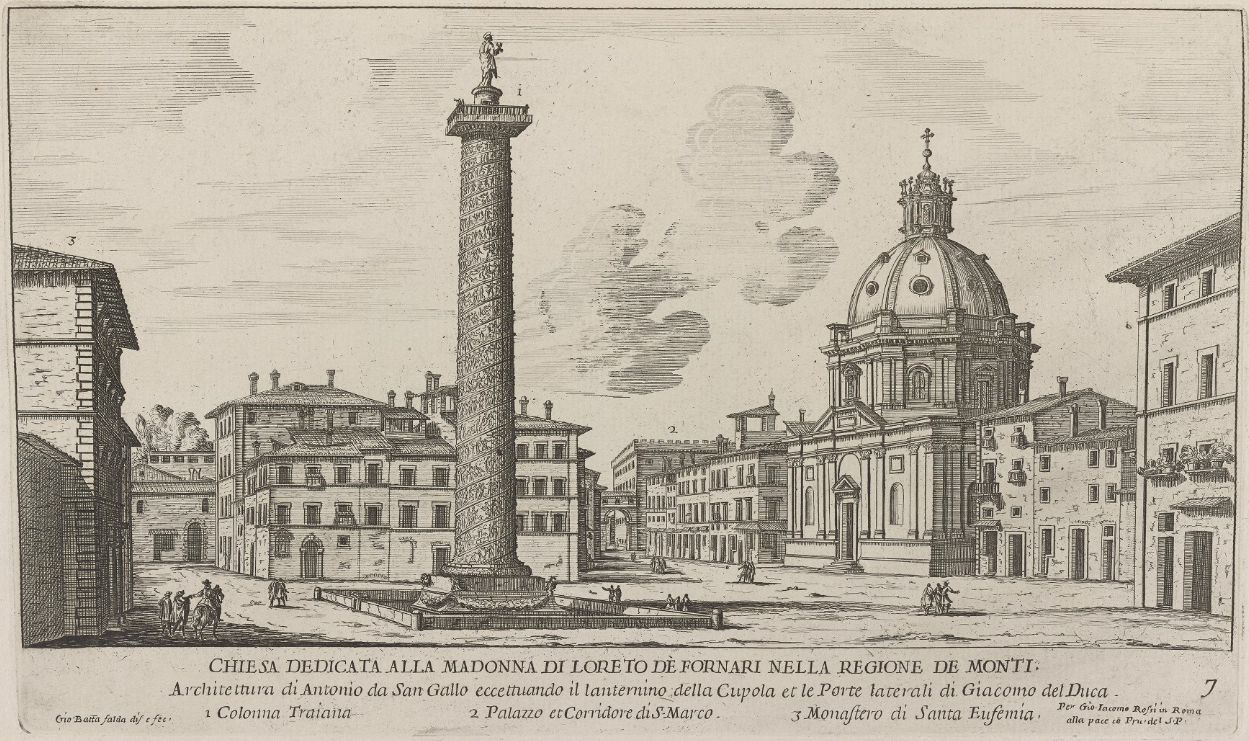
La chiesa e la Colonna Traiana in un'incisione di Giovanni Battista Falda
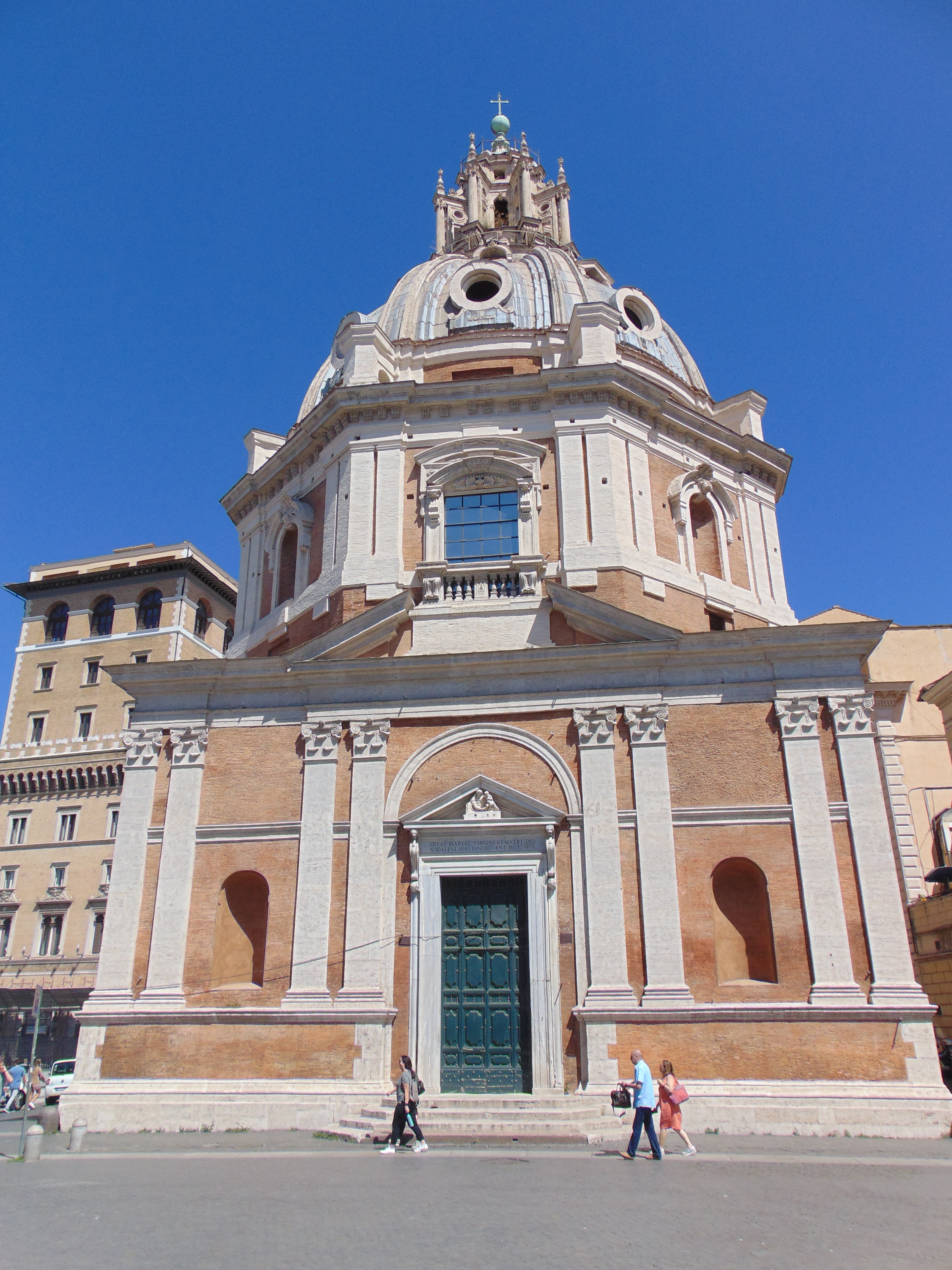
La facciata anteriore
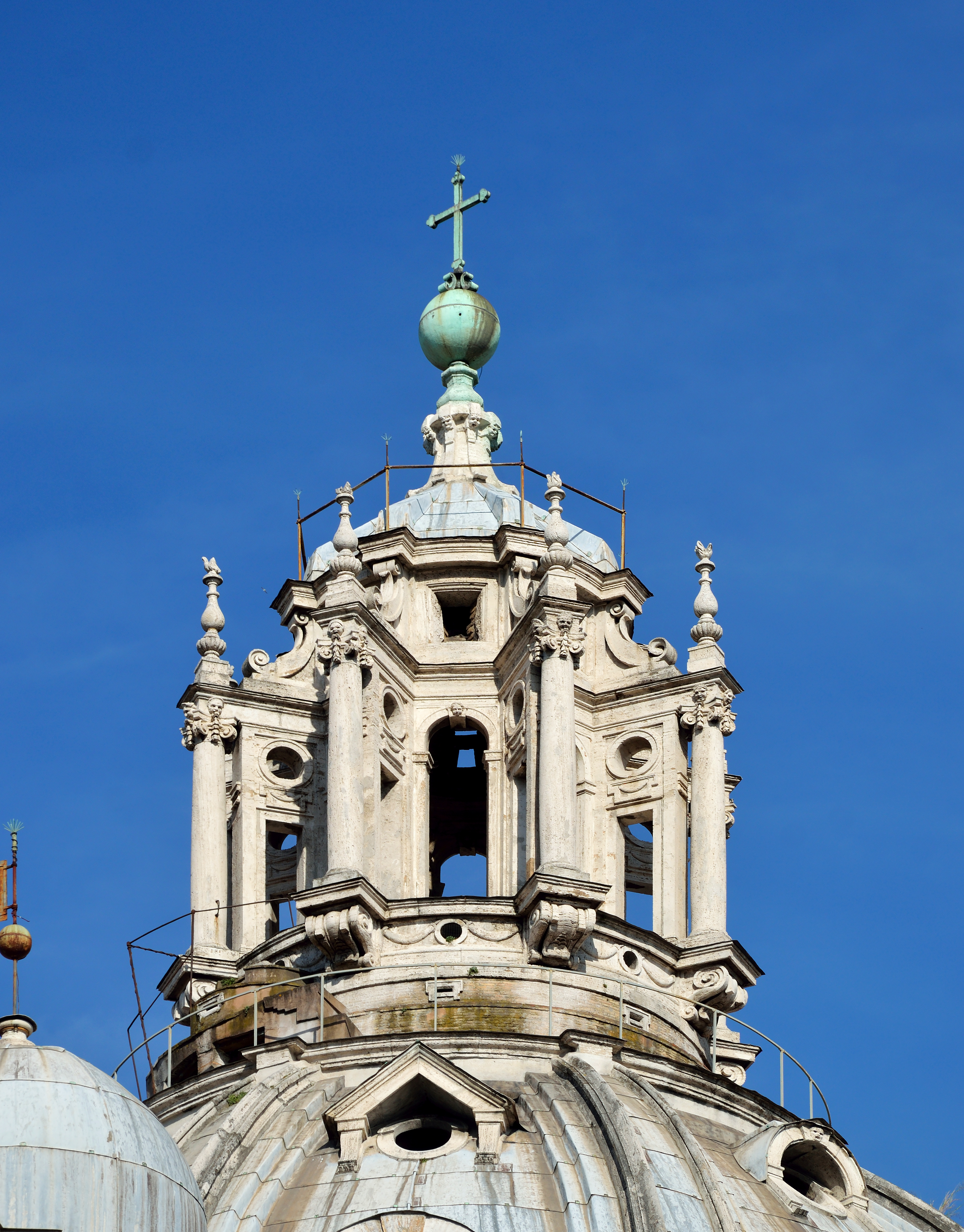
La lanterna della cupola
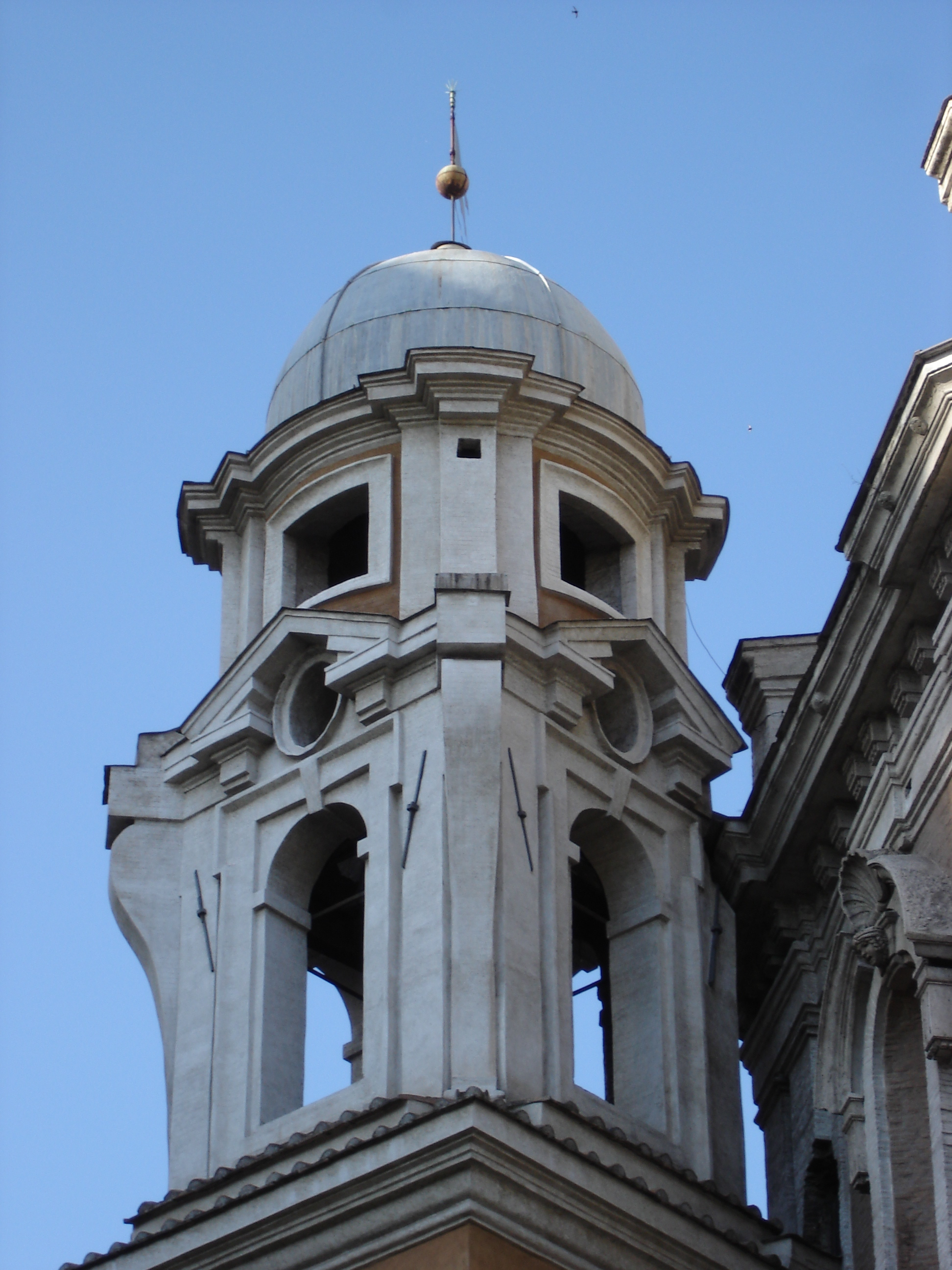
Il campanile
Interno della cupola
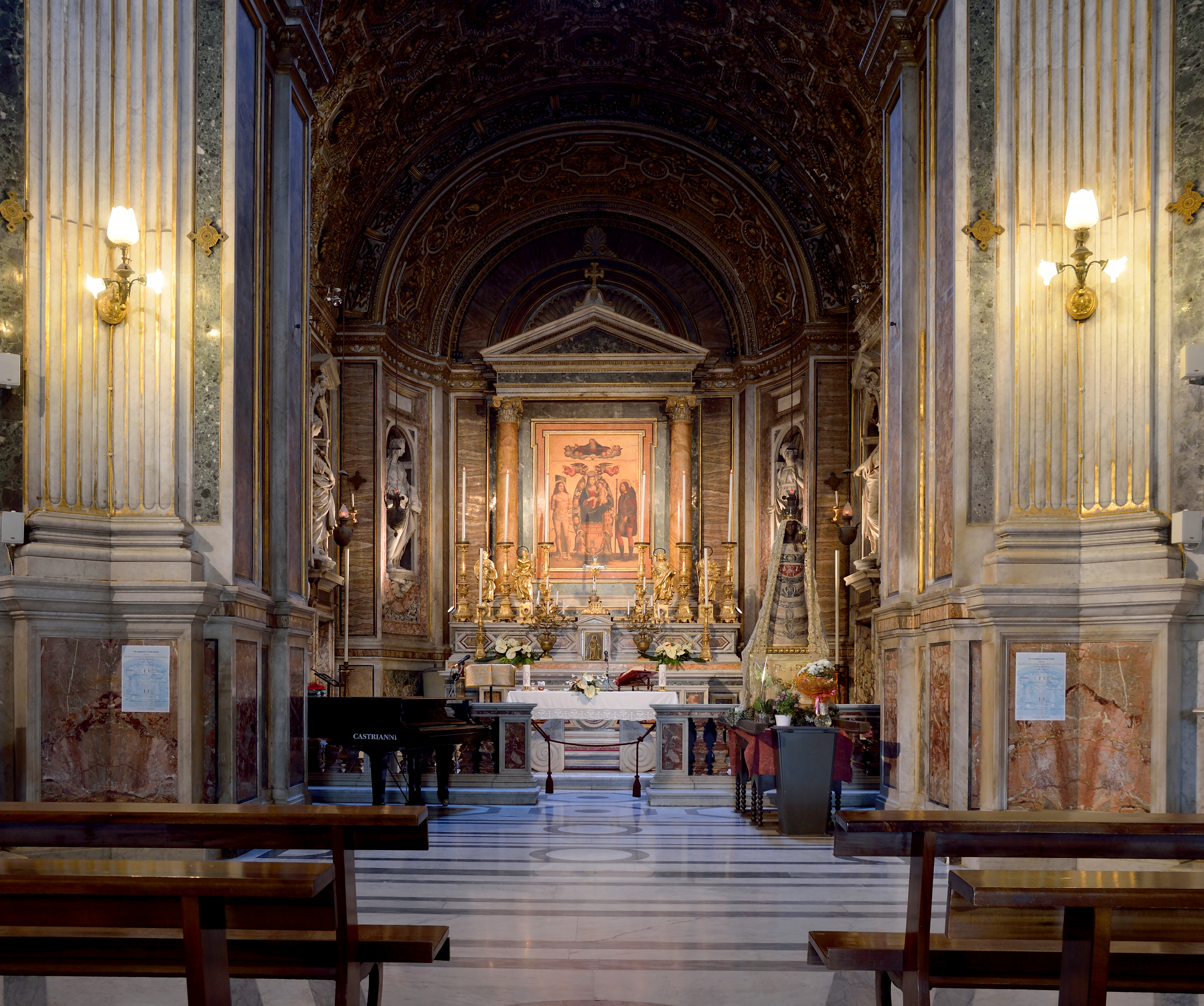
Altare maggiore
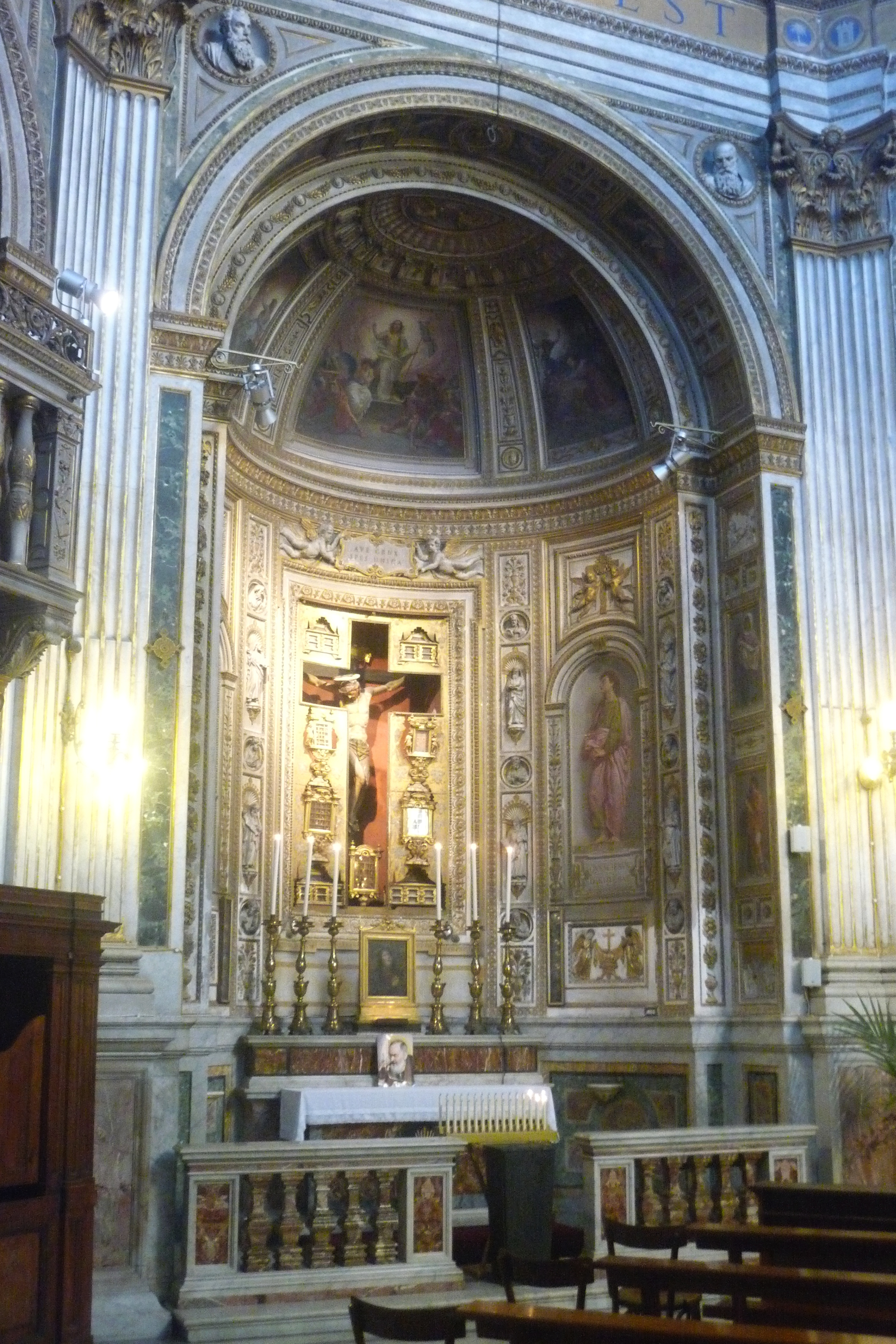
Cappella del Crocifisso
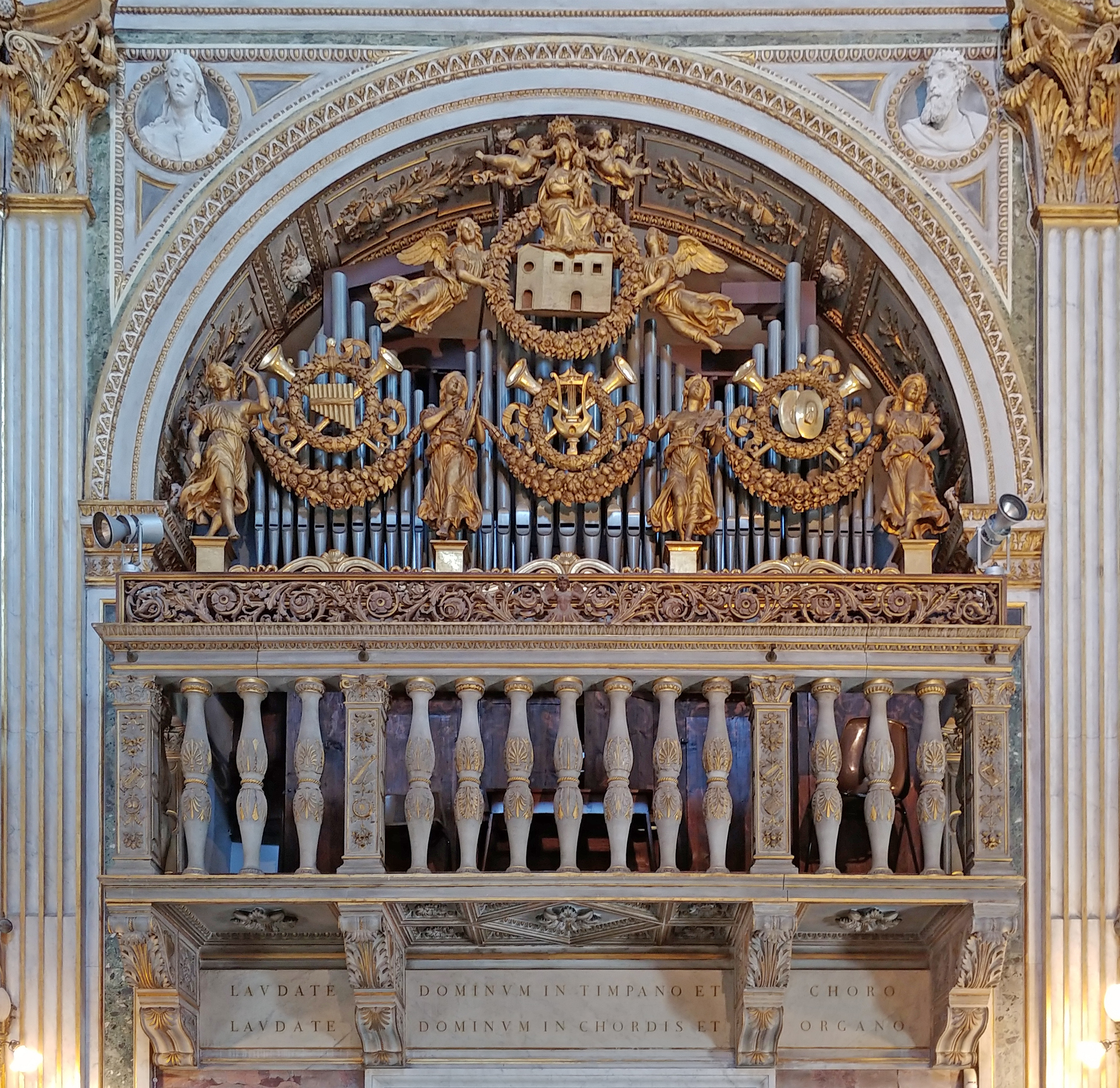
L'organo a canne